# Vysoká (okres Mělník)
Obec Vysoká se nachází v okrese Mělník ve Středočeském kraji, na jihozápadním okraji Chráněné krajinné oblasti Kokořínsko – Máchův kraj zhruba 8 km severovýchodně od Mělníka. Žije zde 931 obyvatel.

## Historie
První písemná zmínka o obci pochází z roku 1227.

### Územněsprávní začlenění
Dějiny územněsprávního začleňování zahrnují období od roku 1850 do současnosti. V chronologickém přehledu je uvedena územně administrativní příslušnost obce v roce, kdy ke změně došlo:
- 1850 země česká, kraj Praha, politický i soudní okres Mělník[4]
- 1855 země česká, kraj Praha, soudní okres Mělník
- 1868 země česká, kraj Praha, politický i soudní okres Mělník
- 1939 země česká, Oberlandrat Mělník, politický i soudní okres Mělník[5]
- 1942 země česká, Oberlandrat Praha, politický i soudní okres Mělník[6]
- 1945 země česká, správní i soudní okres Mělník[7]
- 1949 Pražský kraj, okres Mělník[8]
- 1960 Středočeský kraj, okres Mělník
- 2003 Středočeský kraj, okres Mělník, obec s rozšířenou působností Mělník

### Rok 1932
Ve vsi Vysoká u Mělníka (522 obyvatel, poštovní úřad, telegrafní úřad, katol. kostel, evang. kostel) byly v roce 1932 evidovány tyto živnosti a obchody: lékař, zvěrolékař, biograf Sokol, cihelna, drogerie, elektroinstalace, 2 holiči, 4 hostince, kolář, 2 kováři, 4 krejčí, obchod s obuví Baťa, pekař, pokrývač, 23 rolníků, 2 řezníci, sedlář, 3 obchody se smíšeným zbožím, Spořitelní a záložní spolek pro Vysokou, stavitel, trafika, 2 truhláři, 2 obchody s uhlím, obchod s velocipedy, zámečník.
V obci Bosyně (přísl. Janova Ves, 428 obyvatel, samostatná obec se později stala součástí Vysoké) byly v roce 1932 evidovány tyto živnosti a obchody: cihelna, 3 hostince, instalace, kovář, krejčí, obuvník, 3 obchody s ovocem, 2 rolníci, řezník, 2 obchody se smíšeným zbožím, Spořitelní a záložní spolek pro Bosyň, trafika, zahradnictví, zámečník.
Ve vsi Strážnice (přísl. Střednice, 687 obyvatel, četnická stanice, samostatná ves se později stala součástí Vysoké) byly v roce 1932 evidovány tyto živnosti a obchody: cihelna, 3 hostince, 2 koláři, 3 kováři, krejčí, 2 obuvníci, 2 obchody s lahvovým pivem, povozník, 9 rolníků, řezník, sedlář, 5 obchodů se smíšeným zbožím, Spořitelní a záložní spolek pro Strážnice u Mělníka, švadlena, 2 trafiky, truhlář, zámečník.

## Přírodní poměry
Vesnice stojí na hranici chráněné krajinné oblasti Kokořínsko – Máchův kraj. Do oblasti podél východní hranice katastrálního území Vysoká u Mělníka zasahuje přírodní rezervace Kokořínský důl. Jihovýchodně od vesnice leží přírodní památka Mrzínov a severozápadně přírodní památka Na oboře.

## Části obce
- Vysoká
- Bosyně
- Chodeč
- Strážnice
- Střednice

## Pamětihodnosti
- Evangelický kostel s Památníkem toleranční doby, umístěném v budově bývalé márnice
- Kostel svatého Václava na návsi
- zbytky hradu Harasov
- Fara
- Zemědělský dvůr čp. 6
- Dům čp. 49

## Doprava
Dopravní síť
- Pozemní komunikace – Do obce vedou silnice III. třídy.
- Železnice – Železniční trať ani stanice na území obce nejsou.

Veřejná doprava 2012
- Autobusová doprava – V obci měly zastávky autobusové linky jedoucí do těchto cílů: Kokořín, Liběchov, Mělník, Mšeno, Praha (dopravci ČSAD Střední Čechy a Kokořínský SOK).

- Cyklistika – Obcí vede cyklotrasa č. 8169 Lhotka – Vysoká – Zimoř.
- Pěší turistika – Obcí vede žlutě značená turistická trasa Harasov – Vysoká – Strážnice – Chloumek.

## Galerie

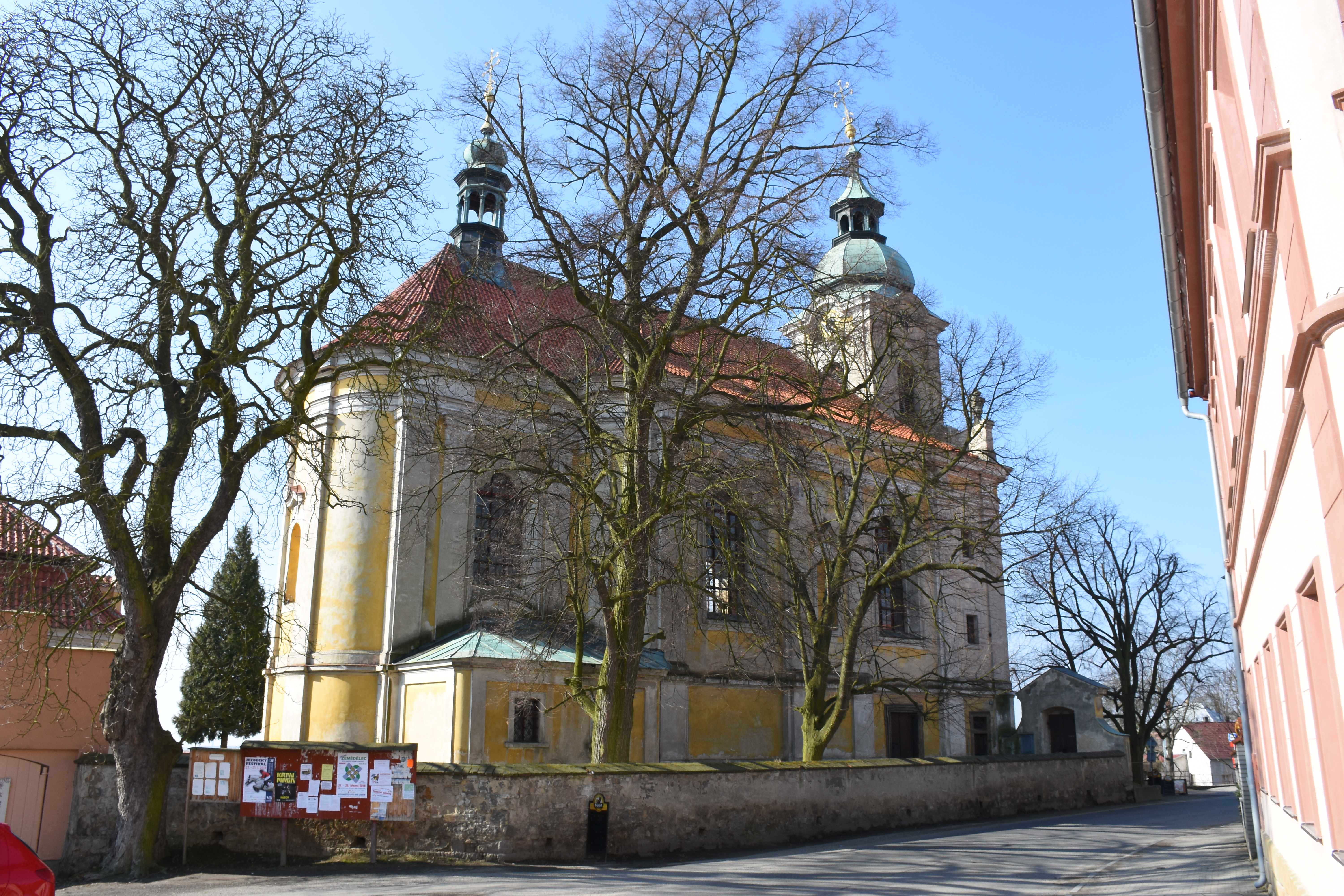
Kostel svatého Václava
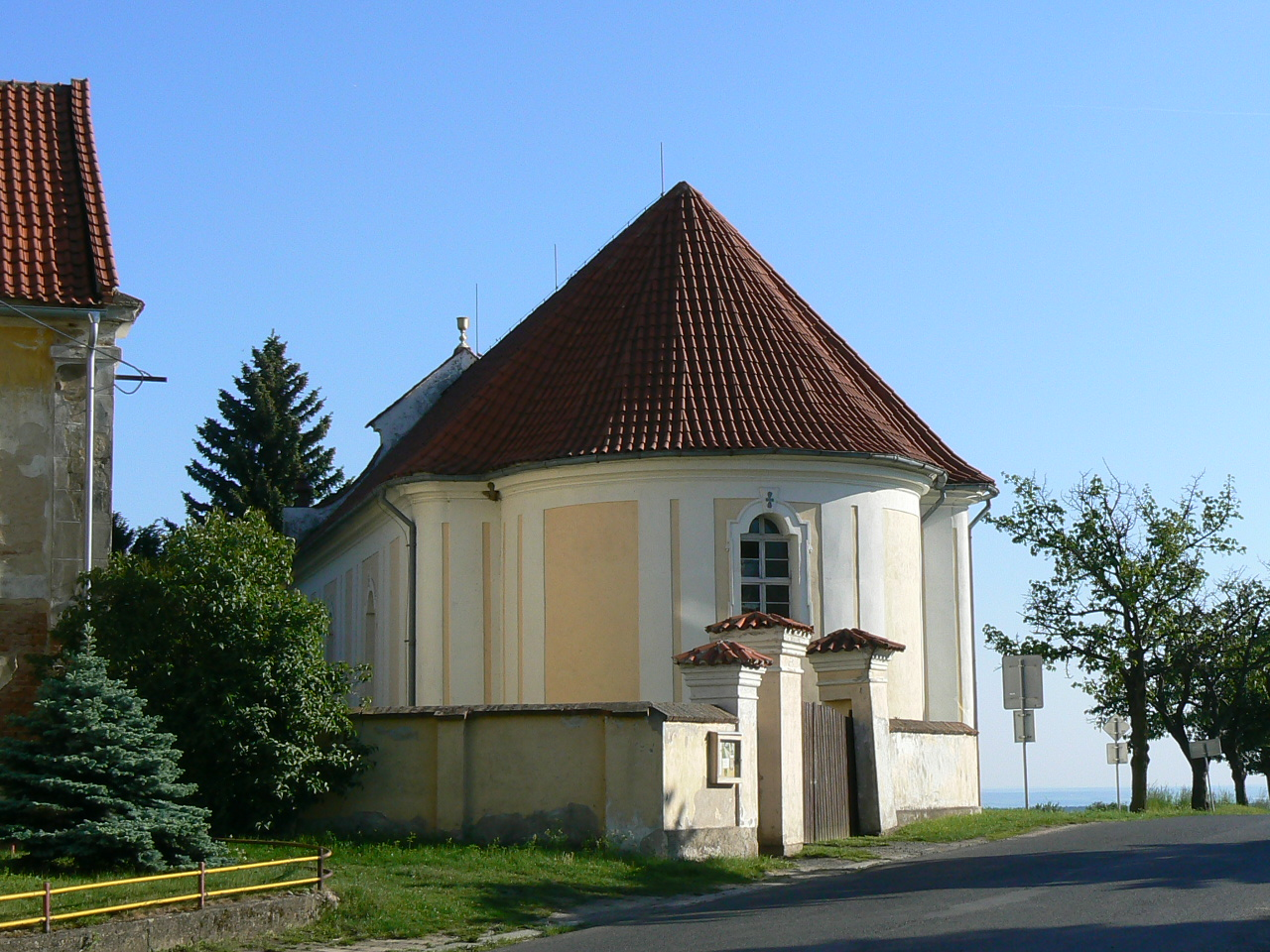
Evangelický kostel (modlitebna)
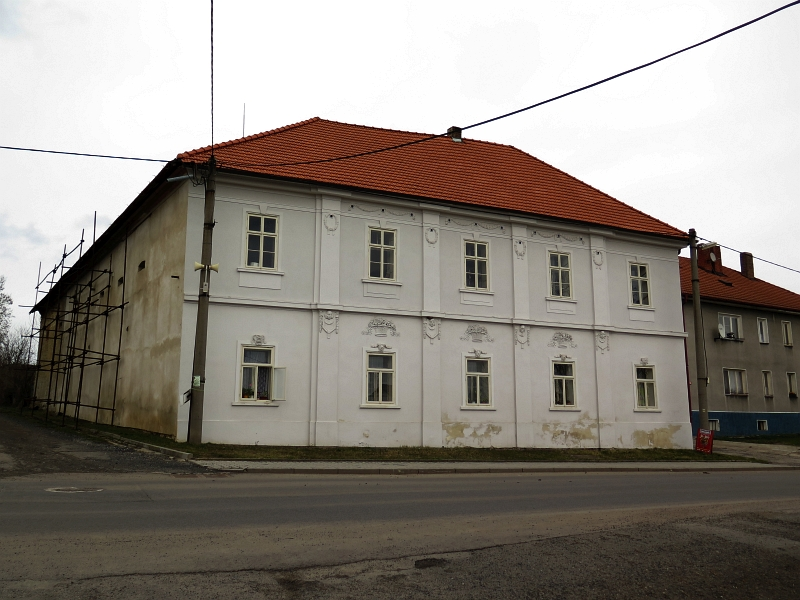
Zemědělský dvůr
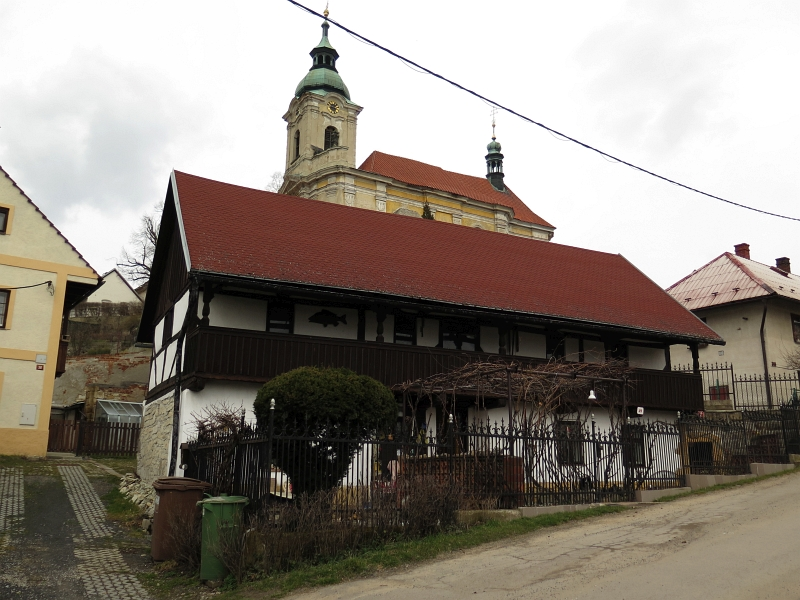
Patrový venkovský dům
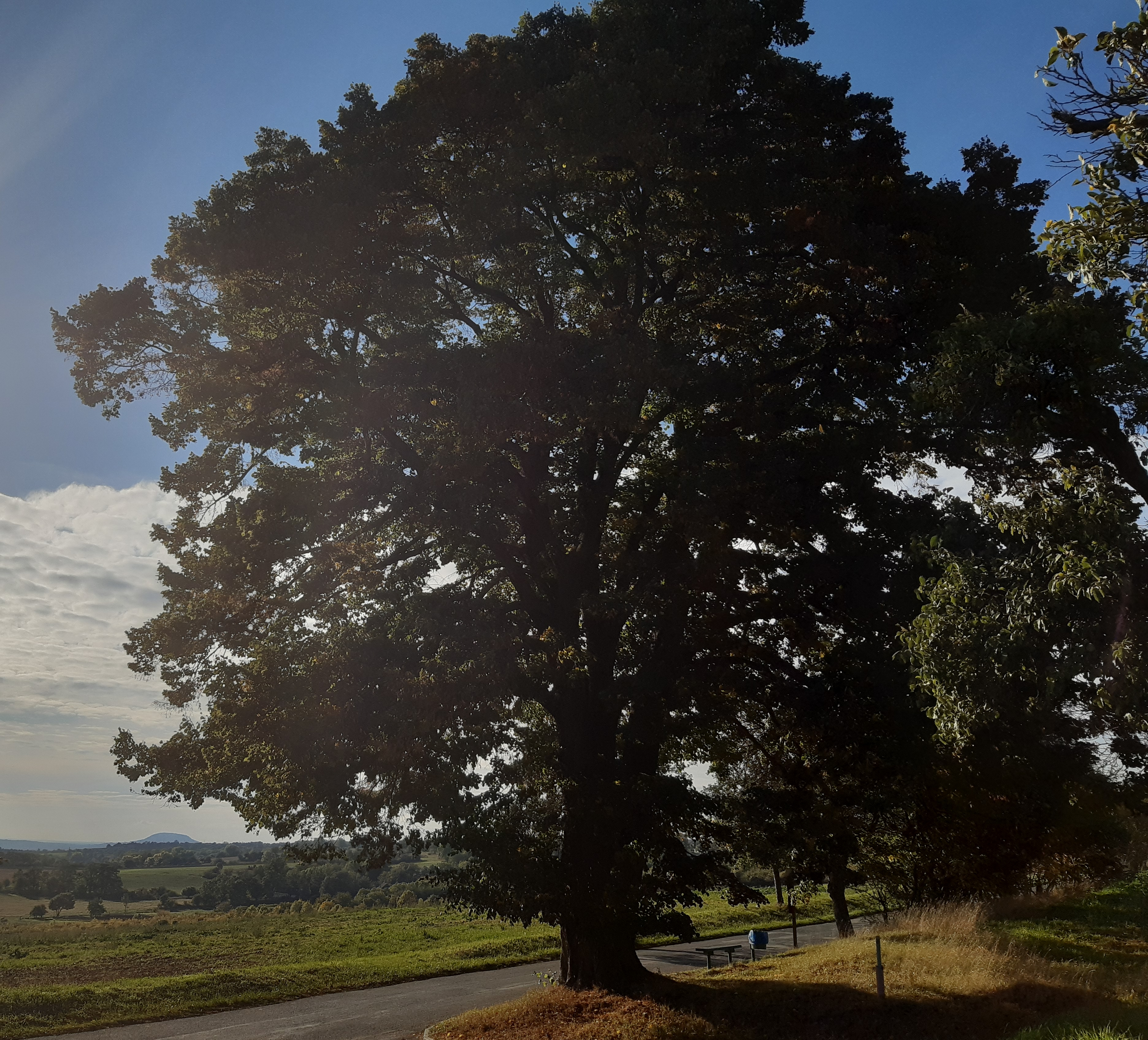
Památný strom lípa s vrcholkem hory Říp
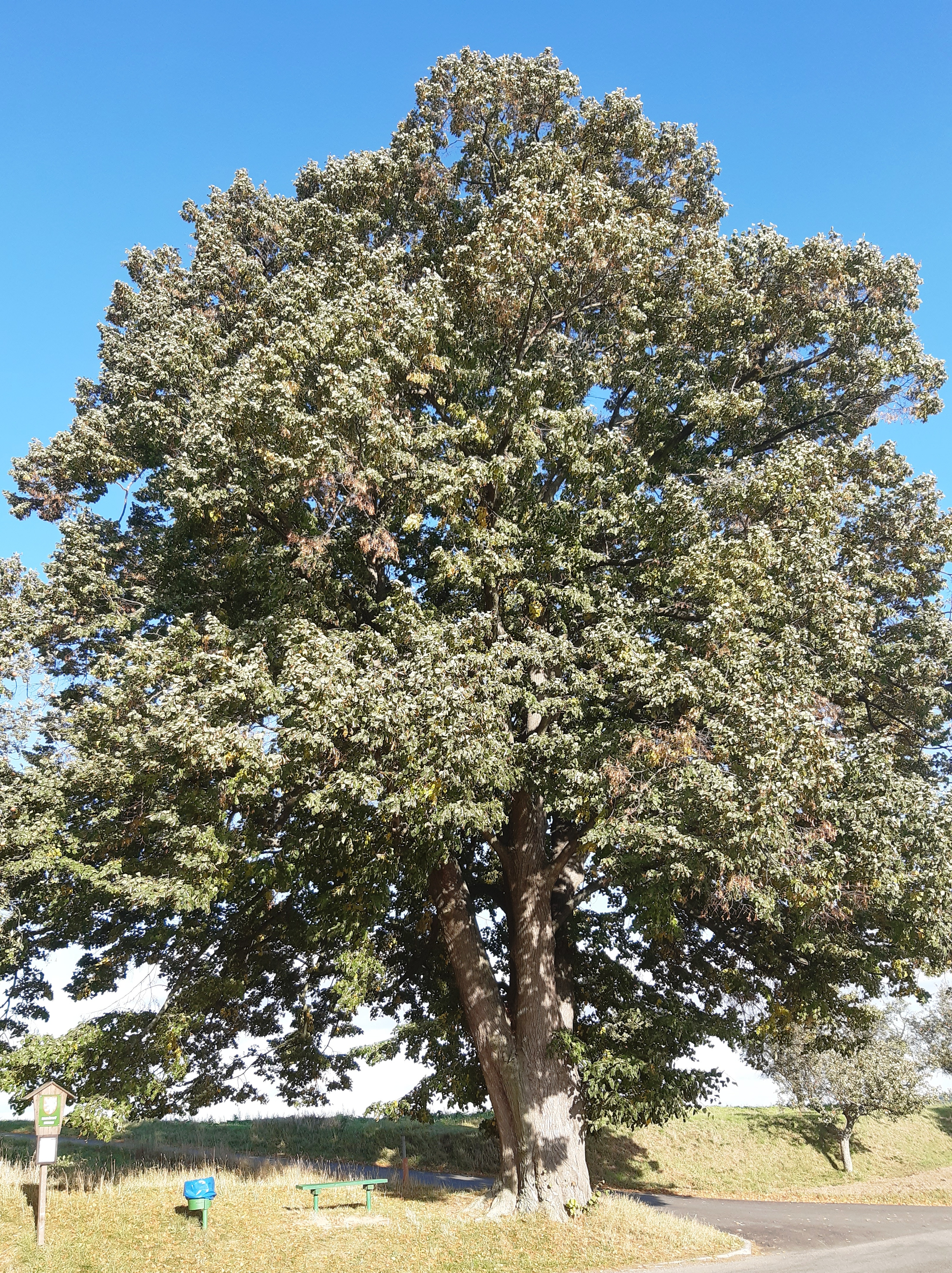
Památný strom lípa velkolistá
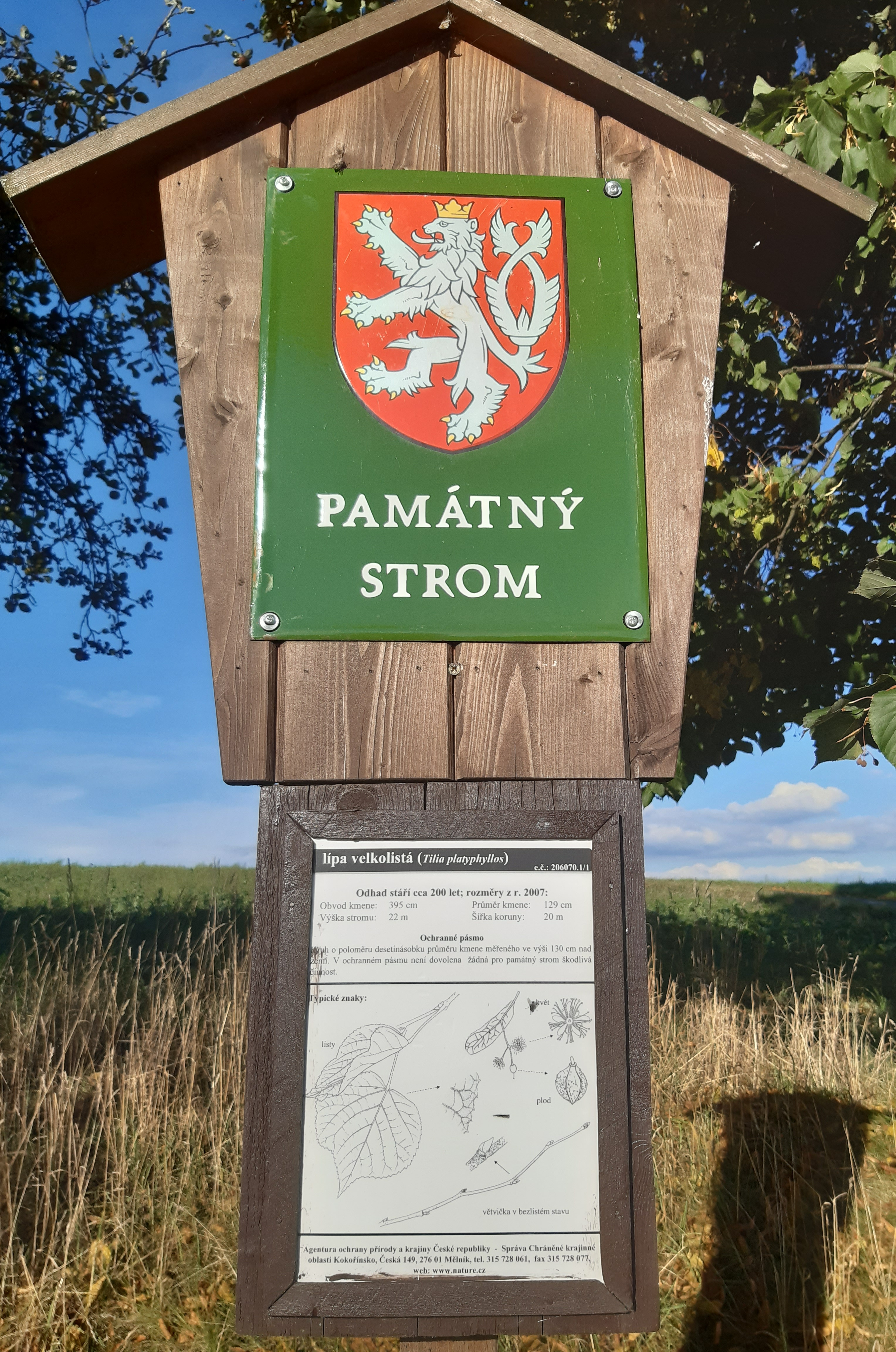
Informační cedule, památný strom